# Брглез, Франчек
Франчек Брглез (словен. Franček Brglez, 9 апреля 1922, Чадрам — 25 ноября 1997, Любляна) — словенский шахматист, шахматный функционер и журналист, гроссмейстер ИКЧФ (1979).
Участник Народно-освободительной войны в Югославии.
В послевоенные годы долгое время работал редактором новостных программ на радиостанции «Радио Любляны».
Добился значительных успехов в игре по переписке.
Победитель 4-го чемпионата Европы (1967—1970 гг.).
Участник трех финальных турниров чемпионатов мира (7-го, 11-го и 12-го).
В составе сборной Югославии участник 8-й заочной олимпиады (1977—1982 гг.), командного чемпионата Европы. В составе сборной Словении участник отборочных соревнований 12-й заочной олимпиады (1992—1998 гг., лучший результат на 6-й доске), отборочных соревнований командного чемпионата Европы (1994—1999 гг.).
Участник ряда юбилейных и мемориальных турниров.
Много лет занимал пост организационного секретаря Шахматного союза Словении. В 1985—1995 гг. был вице-президентом ИКЧФ. Награжден серебряной (1984) и золотой (1988) медалями Б. фон Массов.

## Основные спортивные результаты
| Год       | Соревнование                                                                 | +  | −  | =  | Результат | Место        |
| --------- | ---------------------------------------------------------------------------- | -- | -- | -- | --------- | ------------ |
| 1967—1970 | 4-й чемпионат Европы                                                         | 10 | 1  | 3  | 11½ из 14 | 1            |
| 1970—1974 | Юбилейный турнир Ассоциации заочных шахмат ФРГ                               |    |    |    |           |              |
| 1971—1975 | 8-й чемпионат Европы                                                         | 4  | 4  | 6  | 7 из 14   | 8            |
| 1972—1975 | 7-й чемпионат мира                                                           | 6  | 4  | 6  | 9 из 16   | 7—8          |
| 1975—1978 | Мемориал М. Видмара                                                          |    |    |    |           | 5            |
| 1977—1982 | 8-я Олимпиада (сборная Югославии, ?-я доска)                                 |    |    |    |           |              |
| 1981—1985 | Юбилейный турнир Канадской ассоциации заочных шахмат                         |    |    |    |           |              |
| 1983—1989 | 11-й чемпионат мира                                                          |    |    |    |           | [ 9 ]        |
| 1984—1991 | 12-й чемпионат мира                                                          |    |    |    |           | [ 10 ]       |
| 1984—1992 | 3/4 финала 13-го чемпионата мира                                             | 2  | 6  | 6  | 5 из 14   | 13—14        |
| 1985—1987 | Мемориал В. П. Симагина                                                      | 2  | 7  | 5  | 4½ из 14  | 12—14        |
| 1986—1992 | Юбилейный турнир Ассоциации заочных шахмат ФРГ                               | 1  | 10 | 3  | 2½ из 14  | 15           |
| 1987—1992 | Мемориал Р. Бласса                                                           | 0  | 7  | 7  | 3½ из 14  | 15           |
| 1988—1991 | Международный турнир «Вильнюс-100»                                           | 1  | 8  | 7  | 4½ из 16  | 15           |
| 1988—1994 | Командный чемпионат Европы (сборная Югославии, 1-я доска)                    | 0  | 7  | 1  | ½ из 8    |              |
| 1990—1995 | Мемориал Хайтмана                                                            |    |    |    | 2 из 14   | 15           |
| 1991—1994 | Юбилейный турнир Канадской ассоциации заочных шахмат                         | 5  | 0  | 9  | 9½ из 14  | 4            |
| 1992—1996 | Отборочный турнир 12-й заочной олимпиады (сборная Словении, 6-я доска)       | 7  | 0  | 4  | 9 из 11   | 1—2 на доске |
| 1994—1999 | Отборочный турнир командного чемпионата Европы (сборная Словении, 2-я доска) | 1  | 3  | 5  | 3½ из 9   |              |
| 1995—1999 | Мемориал М. Видмара                                                          | 1  | 11 | 2  | 2 из 14   | 14           |
| 1996—1998 | Мемориал Дж. Клива                                                           | 0  | 4  | 10 | 5 из 14   | 12           |